# L-1VE
L-1VE è il primo album dal vivo del gruppo musicale britannico Haken, pubblicato il 22 giugno 2018 dalla Inside Out Music.

## Tracce
CD 1 – Live in Amsterdam, NL
1. affinity.exe/Initiate – 6:00 (Haken)
2. In Memoriam – 4:42 (testo: Charlie Griffiths, Ross Jennings – musica: Richard Henshall)
3. 1985 – 9:21 (Haken)
4. Red Giant – 6:31 (Haken)
5. Aquamedley – 22:26 (testo: Ross Jennings – musica: Richard Henshall)

CD 2 – Live in Amsterdam, NL
1. As Death Embraces – 3:50 (Diego Tejeida)
2. Atlas Stone – 7:12 (testo: Ross Jennings, Raymond Hearne, Charlie Griffiths – musica: Richard Henshall)
3. Cockroach King – 8:17 (Richard Henshall)
4. The Architect – 15:59 (Haken)
5. The Endless Knot – 6:34 (Haken)
6. Visions – 23:34 (testo: Ross Jennings – musica: Richard Henshall)

DVD 1 – Live in Amsterdam, NL
1. affinity.exe/Initiate – 6:02 (Haken)
2. In Memoriam – 4:40 (testo: Charlie Griffiths, Ross Jennings – musica: Richard Henshall)
3. 1985 – 9:23 (Haken)
4. Red Giant – 6:26 (Haken)
5. Aquamedley – 22:31 (testo: Ross Jennings – musica: Richard Henshall)
6. As Death Embraces – 3:45 (Diego Tejeida)
7. Atlas Stone – 7:14 (testo: Ross Jennings, Raymond Hearne, Charlie Griffiths – musica: Richard Henshall)
8. Cockroach King – 8:17 (Richard Henshall)
9. The Architect – 16:00 (Haken)
10. The Endless Knot – 6:33 (Haken)
11. Visions – 23:33 (testo: Ross Jennings – musica: Richard Henshall)

DVD 2 – Live at ProgPower USA 2016
1. Falling Back to Earth – 12:09 (testo: Charlie Griffiths, Ross Jennings – musica: Richard Henshall)
2. Earthrise – 5:08 (Haken)
3. Pareidolia – 10:19 (testo: Diego Tejeida – musica: Richard Henshall)
4. Crystallised – 20:13 (testo: Charlie Griffiths, Richard Henshall, Raymond Hearne – musica: Haken)

- Music Videos

1. Initiate – 4:41 (Haken)
2. Earthrise – 4:55 (Haken)
3. Lapse – 4:44 (Haken)

## Formazione
Hanno partecipato alle registrazioni, secondo le note di copertina:
Gruppo
- Conner Green – basso, voce
- Charlie Griffiths – chitarra, voce
- Raymond Hearne – batteria, voce
- Richard Henshall – chitarra, voce, tastiera (Aquamedley, Atlas Stone e Visions)
- Ross Jennings – voce, campionatore (1985, Pareidolia), percussioni (Visions)
- Diego Tejeida – tastiera, voce, keytar (1985, Visions e Pareidolia)

Altri musicisti
- Mike Portnoy – gong (Crystallised)

Produzione
- Haken – produzione
- Jerry Guidroz – missaggio
- Rob Burrell – mastering 5.1 e stereo
- Miles Skarin – montaggio, post-produzione e animazione
- Jeroen Moons – codifica aggiuntiva
- Lucid Lounge Studios – regia e registrazione (DVD 2: tracce 1-4)
- Dan Koteba – direzione della fotografia (DVD 2: tracce 1-4)
- Kent Smith – registrazione audio (DVD 2: tracce 1-4)
- Crystal Spotlight – regia (DVD 2: tracce 5-7)

## Classifiche
| Classifica (2018)          | Posizione massima |
| -------------------------- | ----------------- |
| Germania                   | 40                |
| Paesi Bassi                | 200               |
| Regno Unito (rock & metal) | 7                 |
| Svizzera                   | 72                |